# Ludwig Ritter von Rudolph

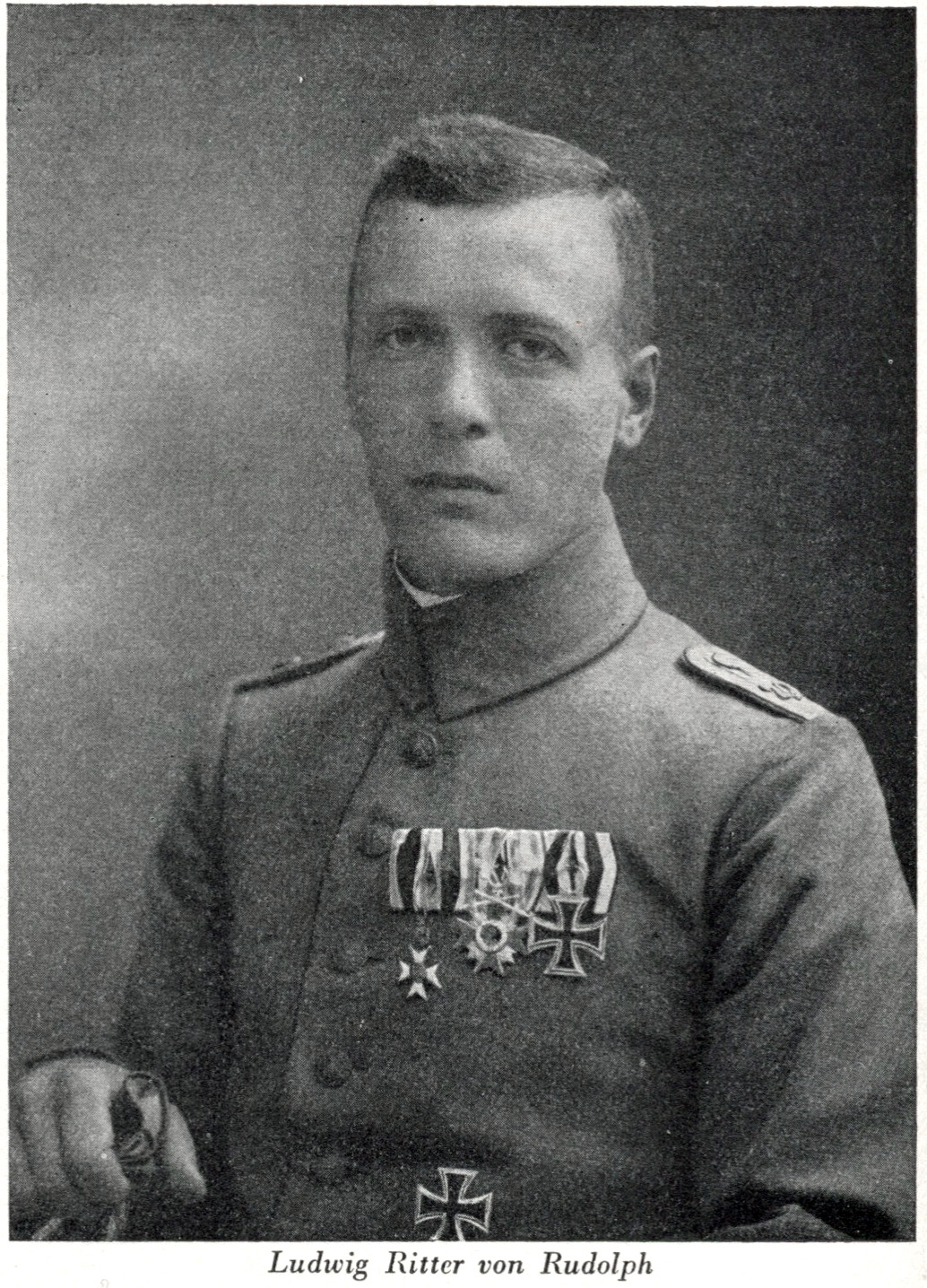
Ludwig Ritter von Rudolph

Ludwig Ritter von Rudolph (* 25. Juni 1890 in Nürnberg; † 31. August 1966 ebenda) war ein deutscher Politiker der FDP und der SPD und von 1949 bis 1954 Mitglied des Bayerischen Landtags.

## Leben
Rudolph war ein Sohn des Bezirksschulrates Philipp Rudolph und dessen Ehefrau Johanna, geborene Birkmann. Er besuchte das Gymnasium und die Lehrerbildungsanstalt, auf der er sich zum Volksschullehrer ausbilden ließ. Zwischenzeitlich diente er ab Oktober 1909 als Einjährig-Freiwilliger im 14. Infanterie-Regiment „Hartmann“ der Bayerischen Armee. Daraufhin war er, mit Unterbrechungen, von 1912 bis 1944 als Lehrer in Nürnberg tätig. Während des Ersten Weltkriegs nahm er als Leutnant der Reserve im Reserve-Infanterie-Regiment Nr. 20 zunächst an der Schlacht bei Ypern sowie den Stellungskämpfen in Flandern teil. Für sein entschlossenes Verhalten als Bataillonsadjutant trotz zweimaliger Verwundung in der Schlacht von Neuve-Chapelle im März 1915 erhielt er das Ritterkreuz des Militär-Max-Joseph-Ordens. Mit der Verleihung war die Erhebung in den persönlichen Adelsstand verbunden und er durfte sich nach der Eintragung in die Adelsmatrikel „Ritter von Rudolph“ nennen. 1916/17 nahm er an den Kämpfen an der Ostfront teil, bis er aufgrund eines Unfalls nicht mehr frontdiensttauglich war. Daher war Rudolph als Hilfsoffizier bei einer stellvertretenden Brigade tätig und avancierte Ende August 1918 zum Oberleutnant.
Nach Kriegsende betätigte Rudolph sich als Kompanieführer im Freikorps Oberland und Epp. Im November 1925 sagte er im Münchner Dolchstoßprozess als freiwilliger Zeuge aus. Mit Beginn des „Dritten Reiches“ wurde er von jeglichen Beförderungen ausgeschlossen. Mit Beginn des Zweiten Weltkriegs trat er im September 1939 der Wehrmacht bei und war Ordonnanzoffizier sowie Führer der Sicherungskompanie im Kriegsgefangenenlager in Nürnberg. Nach drei Wochen wurde Rudolph aus politischen Gründen auf Betreiben der Gestapo aus der Wehrmacht entfernt. 1944 ließ er sich als Totalausgebombter in Neuendettelsau nieder. Nach dem Krieg wurde Rudolph zum kommissarischen Regierungsschulrat an die Regierung von Mittelfranken berufen. 1946 wurde er Rektor einer Volksschule in Nürnberg, ein Jahr später Referent für Kulturpflege und Erwachsenenbildung. Am 31. März 1955 wurde er zum Rektor mit Sonderaufgaben ernannt. Daneben war er Bezirksvorsitzender des Volksbundes Deutsche Kriegsgräberfürsorge in Mittelfranken.

## Politik
Bei der Landtagswahl 1946 kandidierte Rudolph zunächst für die FDP im Wahlkreis Mittelfranken für den Landtag, schaffte den Einzug jedoch nicht. Am 3. Oktober 1949 rückte er für den in den Bundestag gewählten Thomas Dehler in den Landtag nach. Allerdings war Rudolph, wenige Monate vor seinem Einzug in den Landtag, der SPD beigetreten. Für diese kandidierte er bei der Wahl 1950 erneut für den Landtag, diesmal erfolgreich. Nach der Wahl 1954 schied er aus dem Landtag aus.

## Publikationen
- Aller Seelen 1914. 1932 (Kriegsbuch mit pazifistischen Tendenzen)